# Вільне (Вовчанський район)
Вільне — колишнє селище в Україні, підпорядковувалося Новоолександрівській сільській раді Вовчанського району Харківської області.

## Короткі відомості
Засноване як виселок Вільний. Виселок знаходився за 3,2 км до села Новоолександрівка та за 27,7 км до Вовчанська. Найближча залізнична станція — Приколотне знаходилася за 4,2 км.
За станом на 1930 рік, у виселку було 14 господарств і мешкало 79 людей, 43 чоловіків та 36 жінок. Пізніше виселок отримав статус селища. 
Зняте з обліку рішенням Харківської обласної ради від 20 листопада 1997 року.
Селище знаходилося на правому березі річки Хотімля, вище за течією прилягало до Приколотного, за 3 км нижче за течією — Новоолександрівка.